# 楊愈
楊愈（1408年—？），字希賢，直隸太平府當塗縣人，民籍。明朝政治人物。進士出身。

## 生平
正統六年（1441年）辛酉科應天府鄉試第四十三名。正統七年（1442年）聯捷壬戌科會試第一百三名，殿試登進士第三甲第六十九名。

## 家族
曾祖父楊貴。祖父楊彥禮。父亲楊永。